# Accidental Accidents
Pour plus de détails, voir Fiche technique et Distribution.
Accidental Accidents est un film muet américain réalisé par Leo McCarey et sorti en 1924.

## Synopsis
Jimmy Jump démontre involontairement qu'une journée complète peut entièrement être consacrée à des accidents de nature ridicule.

## Fiche technique
- Réalisation : Leo McCarey
- Production : Hal Roach
- Pays de production :  États-Unis
- Langue : Anglais
- Format : Noir et blanc — 35 mm — 1,33:1 — Muet
- Date de sortie : 
  - États-Unis : 9 novembre 1924

## Distribution
- Charley Chase : Jimmy Jump
- Joe Cobb
- Billy Engle
- Joseph Forte
- Jack Gavin
- Ena Gregory
- Earl Mohan
- 'Tonnage' Martin Wolfkeil